# امپایر اینتراکتیو
امپایر اینتراکتیو (انگلیسی: Empire Interactive) شرکت بازی ویدئویی بریتانیایی است، که در سال ۱۹۸۷ تأسیس شد.